# Roberto Giacomi
Roberto Giacomi (ur. 1 sierpnia 1986 w Richmond Hill) – kanadyjski piłkarz występujący na pozycji bramkarza.

## Kariera klubowa
Giacomi treningi rozpoczął w zespole Markham Lightning. W 2004 roku trafił do szkockiego Rangers. W 2005 roku był stamtąd wypożyczony do Stirling Albion. Graczem Rangers był do 2006 roku, jednak w jego barwach nie rozegrał żadnego spotkania. Następnie grał w belgijskim KSK Beveren oraz norweskim Kristiansund BK. W 2010 roku został graczem innego klubu z tego kraju, IL Averøykameratene grającego w trzeciej lidze.

## Kariera reprezentacyjna
W 2005 roku wraz z kadrą U-20 Giacomi wziął udział w Mistrzostwach Świata, z których Kanada odpadła po fazie grupowej.
W 2007 roku został powołany do pierwszej reprezentacji Kanady na Złoty Puchar CONCACAF. Nie zagrał jednak na nim ani razu, a Kanada zakończyła turniej na półfinale.